# Tiffany Hsiung
Tiffany Hsiung es una directora de documentales canadiense reconocida en varios certámenes como los Premios Peabody.

## Trayectoria
Estudió en la Universidad Metropolitana de Toronto. En 2016, rodó el documental The Apology. En 2018, fue una de las ocho mujeres cineastas seleccionadas para el programa de Aprendizaje para Directoras de la Academia de Cine y Televisión de Canadá, junto a Kathleen Hepburn, Kirsten Carthew, Alicia K. Harris, Allison White, Asia Youngman, Halima Ouardiri y Kristina Wagenbauer.
Con The Apology ganó un premio Peabody en 2019.  También fue reconocida por este documental con el DuPont Columbia Award y el Allan King Memorial Award. Por su cortometraje documental de 2020 Sing Me a Lullaby, ganó el premio Share Her Journey en el Festival Internacional de Cine de Toronto de 2020, y el Canadian Screen Award al Mejor Cortometraje Documental en la 9ª edición de los Canadian Screen Awards en 2021.
En 2023, obtuvo dos nominaciones a los Premios Emmy por la serie de Apple TV Jane.